# Přechovice
Přechovice jsou vesnice a obec v okrese Strakonice v Jihočeském kraji, asi 1,5 km severovýchodně od Volyně, v Bavorovské vrchovině. Žije zde 146 obyvatel. V roce 1400 byly zmíněny jako majetek pražské Svatovítské kapituly, během 15. až 17. století patřily do správy řádu Maltézských rytířů a později patřily opět kapitule. V letech 1961–1990 byly součástí obce Hoštice.
Protéká jimi Přechovický potok, přítok Volyňky, a prochází silnice I/4 a železniční trať 198. Je zde místní knihovna i sbor dobrovolných hasičů. Šest statků a kaple svaté Anny v jižní části vsi jsou chráněny jako kulturní památky.

## Název
Jméno obce vzniklo od přivlastňování vsi Přechovi. Přech či Přešek jsou jména, jež by se dnes překládala jako Přemysl. Podobný základ mají také obce Přeštice či Příchovice. V roce 1654 se název vesnice zapisoval v podobě Pržechowicze.

## Historie

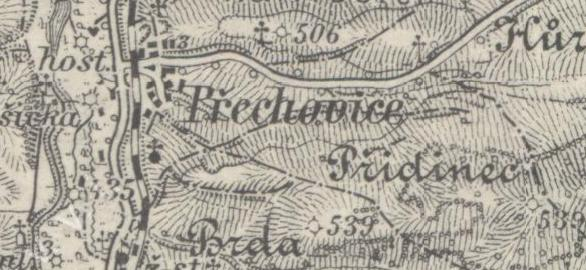
Přechovice na mapách III. vojenského mapování

První písemná zmínka o obci pochází z roku 1400, kdy je uváděna v majetku pražské svatovítské kapituly. Střediskem panství byla od 13. století blízká Volyně a do té doby bylo celé Volyňsko zeměpanským majetkem. V období po husitských válkách se Volyně jako zástava dostala do držení Přibíka z Klenového a mezi roky 1463 až 1621 ji spravovala johanitská komenda. Po ní získala Volyni i její okolí nazpět svatovítská kapitula, která ji vlastnila až do začátku 20. století. K roku 1654 je v Přechovicích evidováno celkem 9 usedlostí, z nichž je 6 selských. Roku 1742 se v okolí obce (v rámci válek o rakouské dědictví) usadila francouzská vojska při obléhání Volyně, v níž způsobila velký požár.
Roku 1850 byla obec součástí politického okresu Vimperk v Plzeňském kraji, odkud k roku 1855 přešla do kraje Píseckého. Od roku 1868 patřila k politickému okresu Strakonice, do strakonického okresu patřila i během Protektorátu a patří dosud.
V roce 1927 bylo zjištěno, že domkářská dcera Růžena Turková (1892-1936) je ve skutečnosti hermafroditem a preferuje být mužem. Již jako Jiří Turek se v roce 1932 oženil s Annou Mrštíkovou z Vlčí Habřiny. Zemřel v říjnu 1936 u volyňského nádraží na mozkovou mrtvici.
Dne 5. října 1929 byl založen místní sbor dobrovolných hasičů. V tu dobu měl 27 členů. K jeho prvním zásahům patřilo hašení požáru v Milodráži (dnes součást Zechovic) roku 1932. Až do roku 1950 byly Přechovice samostatnou obcí v okrese Strakonice. Mezi lety 1961 až 1990 byly součástí obce Hoštice ve stejném okrese a od 24. listopadu 1990 jsou opět samostatné. V letech 2002 a 2009 postihly území obce povodně a roku 2007 bouře Kyrill. Bouře dodala impuls k obnově stávajícího veřejného osvětlení i místního rozhlasu, jenž poničila.

## Přírodní poměry

### Geologie, geomorfologie a pedologie
Základem geologické stavby katastrálního území jsou horniny Českého masivu. Převládající horninou je pararula, ze které jsou budovány hřbety severovýchodně a jihovýchodně od vesnice. Východně od návrší Na Prosíku pararulou proniká mineta a mezi vesnicí a vrchem V Kamení ji prostupují protáhlá tělesa syenitového porfyru. V údolních nivách Přechovického potoka a Volyňky jsou tyto horniny překryty kvartérními sedimenty.
Geomorfologicky je oblast Přechovic součástí Šumavské subprovincie, konkrétně Šumavského podhůří a jeho podcelku Bavorovská vrchovina, v jehož rámci spadá pod geomorfologický okrsek Volyňská vrchovina. Nejvyšším vrcholem na území katastru obce je Manina (639 metrů), dále Vrchaniny, jejichž nadmořská výška dosahuje 528 metrů, a v blízkosti obce východním směrem je ještě vrchol Na Prosíku dosahující výše 510 metrů. Ve čtvrtohorách probíhalo intenzivní zvětrávání těchto oblastí, během něhož vznikly v údolí řeky Volyňky v krystalickém vápenci drobné krasové jeskyně. V údolí řeky se vyskytuje fluvizem, v údolí Přechovického potoka glejová půda a na zbytku území obce kambizem.

### Hydrologie a klimatologie
Obec Přechovice patří k úmoří Severního moře. Protéká jí Přechovický potok, který pramení východně od obce a západně od obce se pravostranně vlévá do řeky Volyňky. Místo, kde řeka opouští katastr obce, dosahuje nadmořské výšky 430 metrů, a je tak jeho nejnižším místem. Potok v obci napájí požární nádrž u obecního úřadu. Ve východní části obce stojí dva vodní mlýny (čp. 24 a 25), které byly napájeny náhony z řeky Volyňky. Mlýn čp. 24 je klasicistní zděná jednopatrová budova, v níž však již není funkční vodní motor, a objekt tak je využíván k bydlení. V podobném stavu je i mlýn čp. 25. Jeho budovy jsou postaveny do tvaru písmene U, v jejichž středu je dvůr. Ani tento mlýn již není v provozu, a je využíván jako hospodářská usedlost. V rámci klasifikace klimatu podle Atlasu podnebí ČSR se oblast řadí do okrsku B5, který je charakterizován jako mírně teplý a mírně vlhký. Průměrná roční teplota je 6,5 °C a v době vegetace dosahuje 12,5 °C. Průměrný roční úhrn se pohybuje v mezích od 550 do 600 mm, avšak v obdobích vegetace dosahuje jen 400 mm.

### Flóra a fauna
Původním vegetačním krytem byly listnaté lesy, konkrétně acidofilní doubravy – dub letní (Quercus robur) s místním výskytem dubu zimního (Quercus petraea), bříz a lip. Tyto lesy ovšem byly nahrazeny smrkovými monokulturami. Krajina je tvořena poli a loukami s trvalým travním porostem. V okolí obce žijí lišky obecné (Vulpes vulpes), lasice kolčavy (Mustela nivalis), kuny lesní (Martes martes) a výjimečně i jezevci lesní (Meles meles). V okolních lesích se vyskytují srnci obecní (Capreolus capreolus) či divočáci (Sus scrofa). Z dravých ptáků se objevují jestřáb lesní (Accipiter gentilis), káně lesní (Buteo buteo), poštolka obecná (Falco tinnunculus) či krahujec obecný (Accipiter nisus).

## Obecní správa a politika
V letech 1850–1869 k obci patřily Němětice.

### Zastupitelstvo a starosta

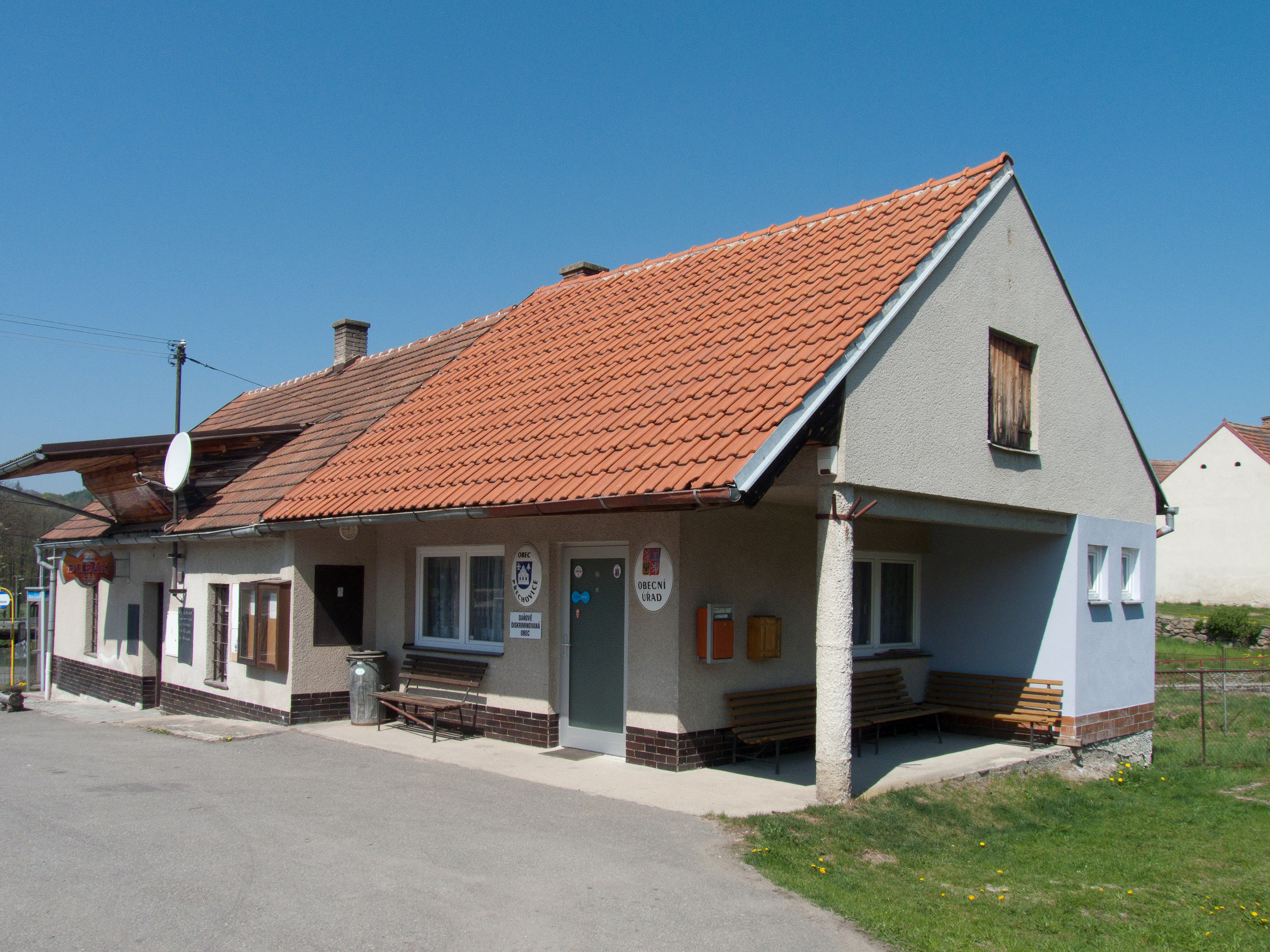
Místní obecní úřad

Obec má sedmičlenné zastupitelstvo, v jehož čele je starosta nebo starostka. V komunálních volbách konaných roku 2022 si voliči vybírali ze dvou kandidátek, a sice Sdružení pro Přechovice a uskupení pojmenovaného Nezávislí. Každé nabídlo devět kandidátů. Zvítězili Nezávislí, kteří obsadili čtyři zastupitelská křesla. Jednička na jejich kandidátce Lucie Petříková se po volbách stala starostkou obce.
Ve volbách konaných v roce 1994 kandidovala do zastupitelstva obce dvě Sdružení nezávislých kandidátů. Z jednoho se do zastupitelstva dostalo šest kandidátů a z druhého jeden. O čtyři roky později, roku 1998, kandidovalo ve volbách již jediné uskupení (pojmenované Sdružení nezávislých kandidátů – místní celkem) mající sedm kandidátů a všichni kandidáti se stali zastupiteli Přechovic. Ve volbách v roce 2002 kandidovalo do zastupitelstva osm nezávislých kandidátů, z nichž sedm se do zastupitelstva dostalo. Pro obecní volby, které se konaly v roce 2006, byly sestaveny tři kandidátní listiny. Jedna z nich obsahovala šest členů Křesťanské a demokratické unie – Československé strany lidové (KDU-ČSL) a na zbývajících dvou kandidovali samostatně dva nezávislí kandidáti. Do zastupitelstva obce se dostala celá šestičlenná kandidátka KDU-ČSL a nezávislá Milena Vojtová. V komunálních volbách v roce 2010 byla v obci postavena jediná kandidátka (pojmenovaná Sdružení nezávislých kandidátů „A“). Čítala sedm kandidátů, z nichž se všichni dostali do obecního zastupitelstva. Obdobná situace nastala o čtyři roky později (2014), kdy před voliči stála opět jediná nabídka sdružující sedm nezávislých kandidátů. Všichni tak ve volbách uspěli.
Během komunálních voleb v roce 2018 si zdejší voliči vybírali z jediné kandidátky čítající devět osobností. Protože již nekandidoval dosavadní starosta Miroslav Zdychynec, který stál v čele obce od roku 2000, získala obec po volbách nové vedení. V jeho čele stál Jiří Štěpánek. V roce 2020 však vyšlo najevo, že Zdychynec ve svém posledním volebním období, to jest mezi roky 2014 a 2018, stál v čele obce neoprávněně, neboť na ustavující schůzi po obecních volbách roku 2014 sice při volbě starosty dostal nejvíce hlasů, avšak nikoliv zákonem požadovanou nadpoloviční většinu, když se pro něj vyslovili tři zastupitelé ze sedmi. Nesrovnalosti si nikdo nevšiml a Zdychynec se stal starostou obce i na další funkční období. Přišlo se na ni až na konci volebního období a potvrdila ji i inspekce z ministerstva vnitra. Obecní zastupitelstvo vzešlé z voleb v roce 2018 následně provedlo úkony požadované ministerstvem, aby situaci uvedlo do pořádku.

### Znak a vlajka
Dne 9. října 2007 převzali zástupci obce z rukou předsedy Poslanecké sněmovny Miloslava Vlčka (rozhodnutím číslo 25) obecní znak a vlajku. Ve znaku je v modře zbarveném poli průčelí domu s třemi prázdnými okny a barokním štítem vyvedené ve stříbrné barvě. Toutéž barvou je ve znaku nahoře od domu nalevo vyveden symbol lilie a napravo zvon. Vlajka má rozměr šířky ku délce v poměru 2:3. Jsou na ní totožné obrazce jako na znaku a liší se jen jejich barva; na vlajce je bílá.

### Členství ve sdruženích
Přechovice jsou členem dobrovolného svazku obcí Šumavského podlesí, jehož úkolem je společné prosazování zájmů jeho členů nejen v oblasti hospodářské, ekonomické, ale i kulturní. Uskupení rozvíjí též zahraniční kontakty svých členů a zajišťuje jejich propagaci. Vedle toho je obec členem Svazku měst a obcí okresu Strakonice, jenž pečuje o rozvoj regionu a o zajištění jeho dopravní obslužnosti.

## Obyvatelstvo
Počty obyvatel obce se do druhé světové války pohyboval v rozmezí od 200 až 250. Po válce klesal a na počátku třetího tisíciletí byl na úrovni přibližně 100 lidí. Postupně ale stoupal. Počet domů kolísá mezi 30 a 60 objekty.
| Rok                   | 1869 | 1880 | 1890 | 1900 | 1910 | 1921 | 1930 | 1950 | 1961 | 1970 | 1980 | 1991 | 2001 | 2011 | 2021 |
| --------------------- | ---- | ---- | ---- | ---- | ---- | ---- | ---- | ---- | ---- | ---- | ---- | ---- | ---- | ---- | ---- |
| Počet obyvatel        | 237  | 235  | 246  | 241  | 252  | 240  | 222  | 177  | 157  | 113  | 110  | 116  | 104  | 99   | 133  |
| Rozdíl počtu obyvatel | –    | −2   | 11   | −5   | 11   | −12  | −18  | −45  | −20  | −44  | −3   | 6    | −12  | −5   | 34   |
| Počet domů            | 31   | 37   | 37   | 38   | 36   | 37   | 39   | 43   | 39   | 37   | 34   | 47   | 45   | 53   | 61   |
| Rozdíl počtu domů     | –    | 6    | 0    | 1    | −2   | 1    | 2    | 4    | −4   | −2   | −3   | 13   | −2   | 8    | 8    |

### Náboženský život
Přímo v obci není žádný kostel ani modlitebna některé z církví. Vesnice spadá pod římskokatolickou farnost ve Volyni, jež je součástí Českobudějovické diecéze, konkrétně Strakonického vikariátu. Českobratrští evangelíci mají svůj farní sbor taktéž ve Volyni, jenž je součástí Jihočeského seniorátu této církve.

## Společnost

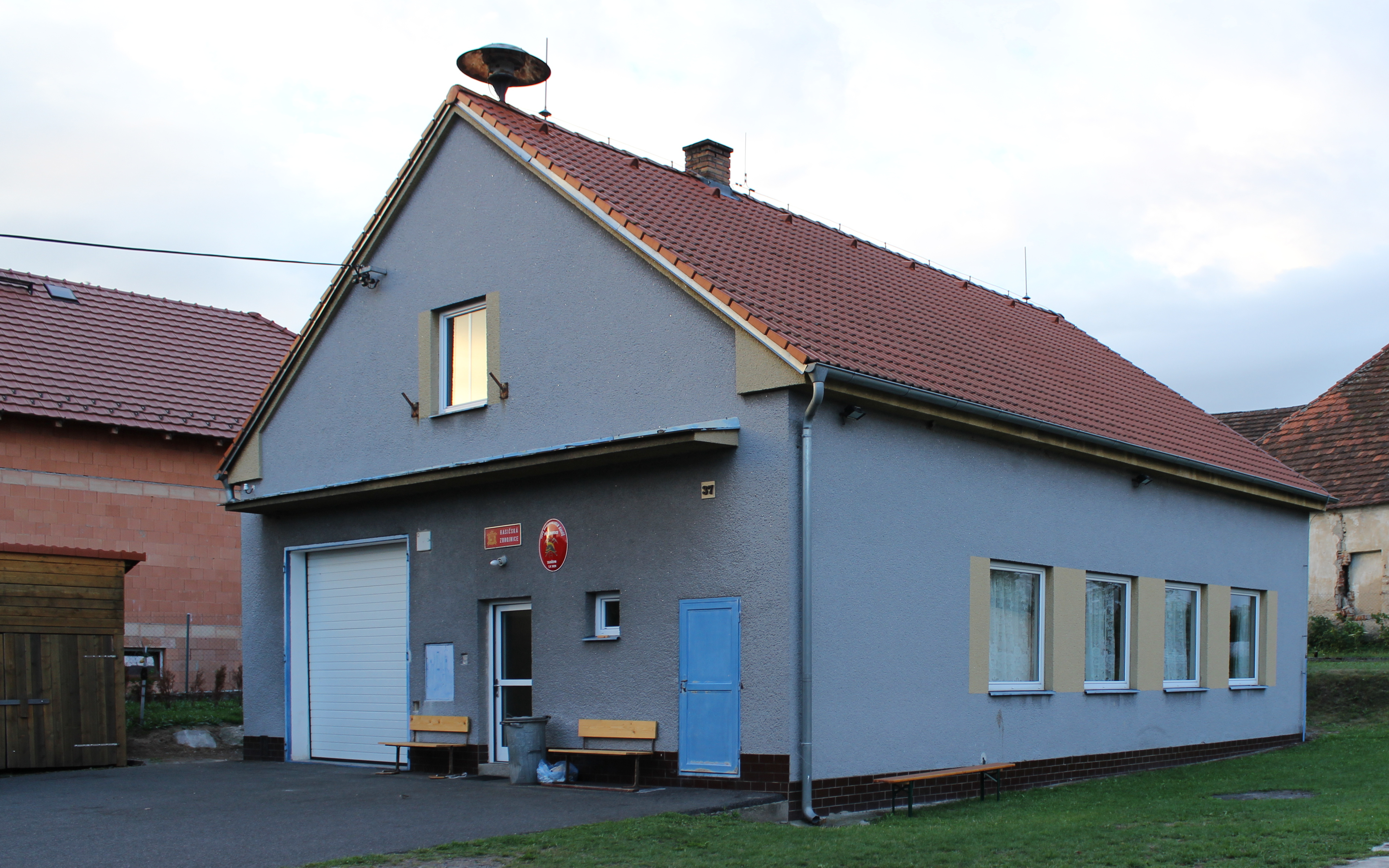
Místní hasičská zbrojnice

V Přechovicích jsou od roku 1929 zbudovány vodovod i kanalizace, avšak čistírna odpadních vod vystavěna není. O vodovodní síť se od ledna roku 2007 stará obec sama (do té doby o ni pečovala společnost Vodovody a kanalizace Jižní Čechy). V obci není zaveden ani plynovod. Oproti tomu telefonní kabely po obci rozvedeny jsou a telefonní spojení je pro stávající objekty zajištěno. V budově zdejšího obecního úřadu je od roku 1999 zřízena knihovna. Obec nemá vlastní školu ani lékaře (spádově patří pod Volyni). Působí zde však Sbor dobrovolných hasičů. Jeho členové se pravidelně účastní Šumavské hasičské ligy, v níž se umisťují na předních pozicích (v ročníku 2006 byli dokonce na třetím místě). V areálu hasičské zbrojnice (čp. 37), která byla otevřena roku 1975, je zbudováno hřiště vybavené dětskými houpačkami a skluzavkou. V roce 2008 bylo v obci založeno občanské sdružení „Přechovická lípa“, jehož snahou je podpora ochrany životního prostředí v okolí města Volyně. V obci pravidelně probíhá stavění májky, dětský den nebo mikulášská nadílka. Od roku 2008 je v obci dobrovolnými hasiči zdoben vánoční strom, jenž je pak slavnostně rozsvěcován. Ve druhé polovině července, u svátku svaté Anny, se koná mše v kapličce zasvěcené této světici a v obci probíhají také hasičská soutěž o pohár starosty obce a pouť.

## Osobnosti
- Vojtěch Křišťan (1839–1890), diplomat a duchovní
- Ladislav Štědrý, dopravní odborník[60]

## Hospodářství a doprava

### Hospodářství
Své sídlo má v obci několik malých řemeslnických firem. Působí zde například Ladislav Žák (v čp. 46) nabízející zemní práce za užití malého bagru či provedení drobných zednických prací. Ve stavení čp. 8 bývalo místní řeznictví, ve východních partiích obce (jižně od silnice Milejovic) je stavba zemědělského objektu a vedle zdejšího obecního úřadu byla restaurace „U houpacího koně“.

### Doprava
Obcí ve směru od severu k jihu prochází silnice I/4, po níž dle Celostátního sčítání dopravy provedeného v roce 2020 jezdilo celkem 6747 motorových vozidel za den ve skladbě 5615 osobních automobilů, 1051 těžkých automobilů a 81 jednostopých vozidel. Ředitelství silnic a dálnic zvažuje přeložku této silnice, která by vedla západně od obce v blízkosti řeky Volyňky. Zatím jsou však zpracovávány studie těchto úprav. V obci se nachází křižovatka komunikace I/4 se silnicí III/1425, která sem přichází z východu od Milejovic. Vzhledem k tomu, že těsně před místem křížením těchto dvou pozemních komunikací křižuje silnici od Milejovic železniční trať, docházelo k situacím, kdy řidiči automobilů při dávání přednosti vozidlům jedoucím po hlavní silnici vyčkávali přímo na železničním přejezdu. Obec proto na sklonku roku 2016, během měsíce listopadu, nechala na silnici I/4 osadit světelné signalizační zařízení, které v případě, že se na železničním přejezdu rozezní výstraha a rozsvítí červená přerušovaná světla, zastaví automobily jedoucí po silnici I/4, aby vozidla, která by tou dobou vyčkávala na železničním přejezdu, mohla bezpečným vjetím na silnici I/4 železniční přejezd opustit.
Vesnicí prochází železniční trať číslo 198 spojující Strakonice s Volary. Ač je vedena v těsném sousedství po východní straně silnice I/4, nenachází se na ní v obci žádná železniční zastávka. Nejbližší, pojmenovaná Hoštice u Volyně, je severně ve vzdálenosti asi jeden kilometr u odbočky ze silnice I/4 do Hoštic.
Veřejnou automobilovou dopravu v Přechovicích zajišťuje strakonická společnost ČSAD Autobusy České Budějovice. Autobusové linky odtud vedou do Strakonic, Volyně, Vacovic, Malenic, Litochovic a Předslavic. Na území obce se nacházejí dvě autobusové zastávky pojmenované „Přechovice“ a „Přechovice, rozcestí 0.1“.

## Pamětihodnosti

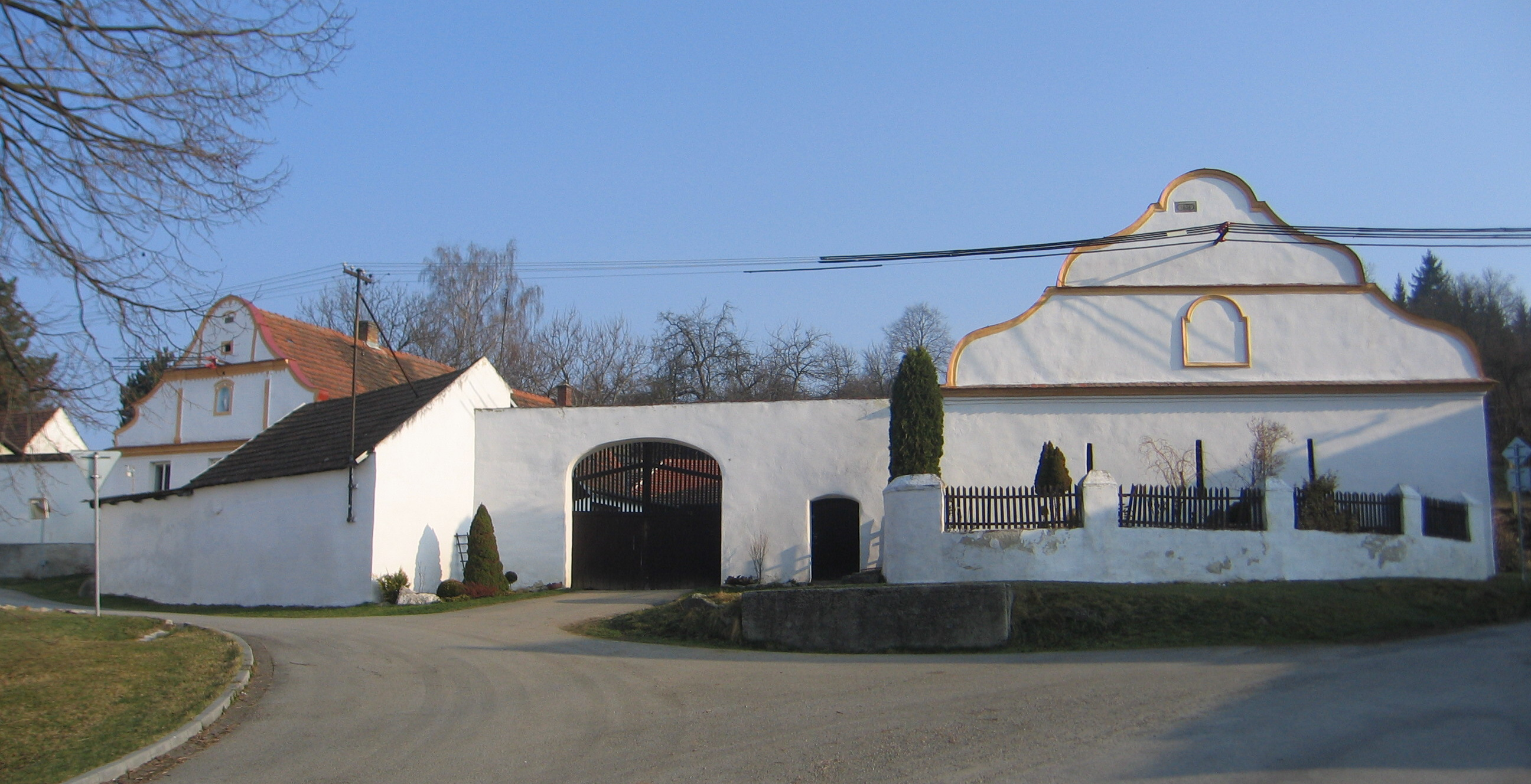
Usedlost čp. 13

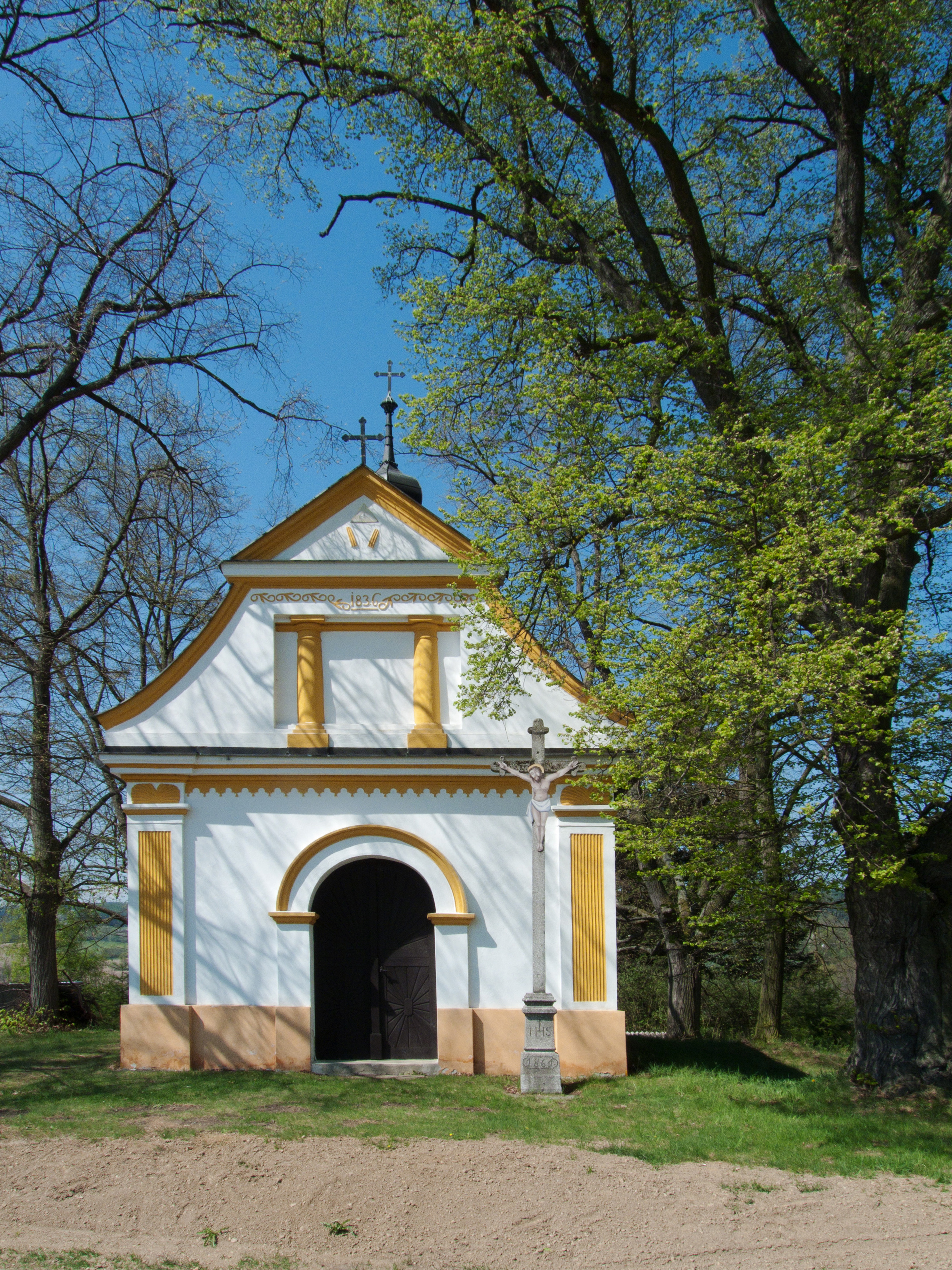
Kaple svaté Anny

V obci se nachází několik statků z 19. století, které jsou chráněny jako památky lidové architektury. Jsou to objekty čp. 1, 2, 5, 9, 11 a 13, pro něž je typické horizontální členění římsami, zdůrazňující horizontální linie. Usedlost čp. 5, vystavěná roku 1862, má pozoruhodný štít a bránu členěnou pilastry. Za obcí při polní cestě do Volyně stojí kaple svaté Anny z roku 1836 (dle letopočtu uvedeného v jejím štítě). Je obdélníkového půdorysu s trojbokým zakončením. Štít je členěn polosloupy. Uvnitř kaple je socha svatého Jana Nepomuckého z konce 18. století a ze stejné doby též skulptury Immaculaty a svaté Barbory. Všech šest venkovských usedlostí, a spolu s nimi také kaplička, je uvedeno na soupisu kulturních památek České republiky. U domu čp. 38 se nachází dřevěná zvonička a křížek.
V obci se dochoval též nevelký kamenný silniční můstek zbudovaný z lomového kamene. Most je neobvyklý svým velmi plochým obloukem o rozpětí 4 metry a vzepětí pouhé 2 metry.